# Il mio primo e ultimo disco
Il mio primo e ultimo disco è il primo album in studio del rapper italiano Jesto, pubblicato nel 2005 da La Grande Onda.

## Descrizione
A differenza degli album successivi, questo disco presenta diverse collaborazioni, tra le quali quelle con il fratello Hyst e con Saga Er Secco. Il concept del progetto riguarda la visione del mondo e del prossimo futuro da parte del rapper. Grazie ai suoi particolari incastri ed all'uso di diversi flow per traccia, il progetto riesce a risultare molto vario, così da scorrere facilmente per tutta la sua durata.

## Tracce
1. Un mese prima – 0:27
2. Ultime notizie – 2:05
3. Il mio primo disco (feat. Hyst) – 4:25
4. Riot (feat. Saga & Hyst) – 5:12
5. Ecchenonlosai!? – 3:47
6. L'oroscopo (feat. Hyst) – 3:46
7. Via di qua – 3:36
8. Tutta colpa sua – 3:11
9. Canzone d'amore – 4:17
10. Sono fatto così (feat. Hyst) – 4:05
11. Quella notte – 4:20
12. Vieni con me – 3:36
13. Ma che ne sanno (feat. Hyst, Zizzed & L-Mare) – 5:54
14. Pompalo – 4:09
15. Arriveront le flammes (feat. BayeFallMC & Ayako) – 4:09
16. Fuoco su Roma (feat. Hyst) – 4:33
17. Non s'è ancora visto (feat. Saga & Hyst) – 2:19
18. Continua... – 5:02